# 8-а вулиця та площа Святого Марка
8-а вулиця (англ. 8th Street) — вулиця в боро Манхеттен, Нью-Йорк що проходить від Шостої авеню до Третьої авеню, а також від Авеню B до Авеню D. Її адреси змінюються із заходу на схід, тоді коли вона перетинає П'яту авеню. Між Третьою авеню та Авеню А вона має назву Площа Святого Марка (англ. St. Mark's Place), на честь сусідньої церкви Св. Марка в Бауері на 10-й вулиці на Другій авеню.
Площа Святого Марка вважається головною культурною вулицею Іст-Вілледж. Автомобільний рух здійснюється односторонньо на схід по двох смугах. Площа Святого Марка пропонує широкий вибір роздрібних магазинів. Поважні заклади, розташовані поруч із площею Сан-Марко, включають Gem Spa та готель Святого Марка. Є кілька відкритих ринків, де продають сонцезахисні окуляри, одяг і прикраси.

## Історія
Колоніальний губернатор Нового Амстердама Воутер ван Твіллер, колись володів тютюновою фермою поблизу 8-ї та Макдугал-стріт. Такі ферми були розташовані в цьому районі до 1830-х років. Неподалік індіанська стежка перетинала острів через смугу відведену під Грінвіч-авеню, Астор-плейс і Стайвесант-стріт.
План комісарів 1811 року визначив сітку вулиць для більшої частини Манхеттена. Згідно з планом, 8-ма вулиця мала проходити від Грінвіч-лейн (тепер Грінвіч-авеню) на заході до Першої авеню на сході. Територія на захід від Грінвіч-Лейн вже була розроблена як Гринвіч-Вілледж, тоді як територія на схід від Першої авеню була зарезервована для оптового продуктового ринку.